# Abri d'Entrefoces
L'abri d'Entrefoces, adjacent à la grotte d'El Molín, est un site archéologique situé dans la commune de Morcín dans les Asturies en Espagne,. 
L'abri sous roche est situé au fond de la gorge d'Entrefoces, creusée par la rivière Riosa dans un éperon du massif de Monsacro. Il se trouve à 3 m au-dessus du niveau du lit de la rivière. On y trouve un panneau avec la représentation de deux cerfs et d'un cheval qui ont été gravés sur la roche à l'époque magdalénienne.
Il a été classé bien d'intérêt culturel en 1997 (RI-51-0010088).

## Découverte

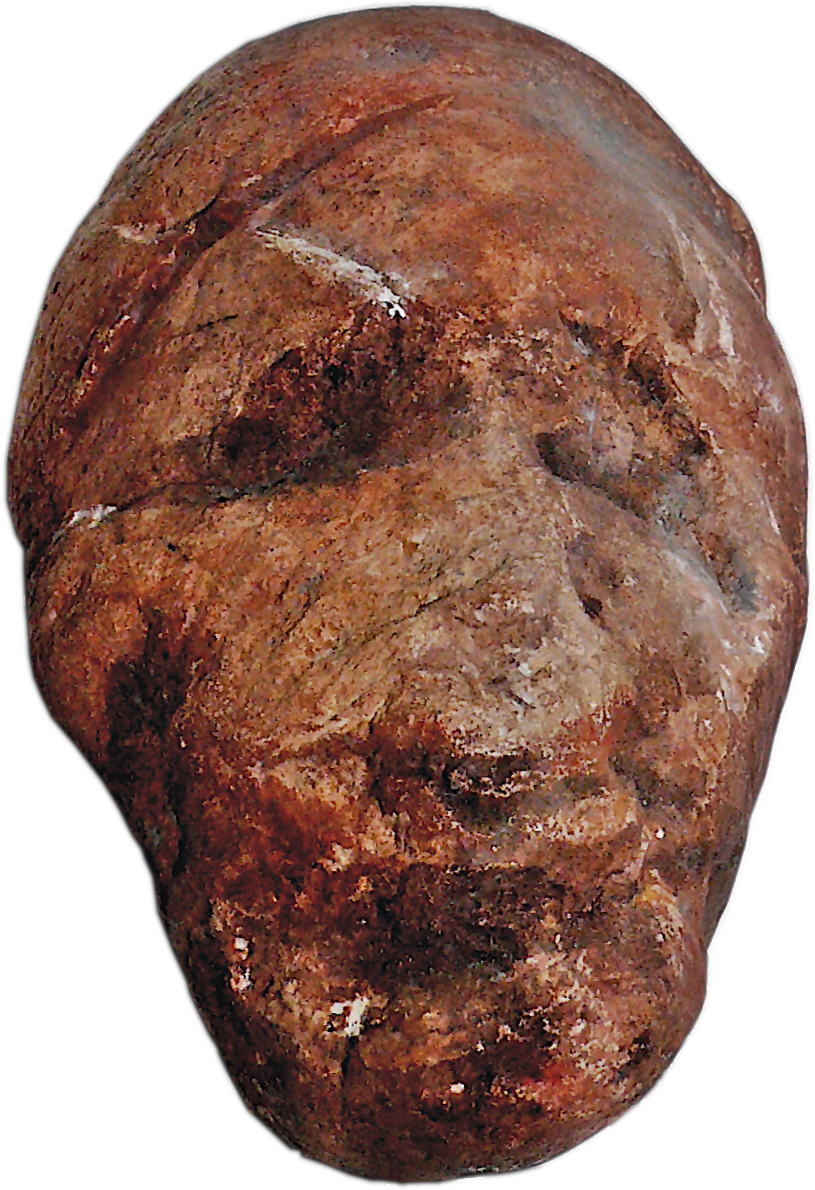
Tête paléolithique de l'abri d'Entrefoces.

L'abri d'Entrefoces et la grotte d'El Molín ont été découverts en 1979, lors de recherches archéologiques réalisées dans le bassin moyen de la rivière Nalón. 

### Abri d'Entrefoces
L'abri a été fouillé entre 1980 et 1989 par Manuel R. González Morales, documentant les niveaux d'occupation de la période magdalénienne, sans toutefois exclure la possibilité d'occupations antérieures : industrie lithique et osseuse, différents panneaux de gravures rupestres profondes (cerfs, cheval et éléments non figuratifs). De cet abri provient une sculpture en forme de tête humaine sculptée sur un morceau de quartzite gris rougeâtre (12,4 × 8,4 cm), qui fait partie de l'exposition permanente du Museo Arqueológico de Asturias (es). A aussi été trouvé, un bois de cerf décoré et un bloc avec des gravures linéaires.

### Grotte d'El Molín
Elle a fait l'objet d'études entre 2010 et 2011 par Cesar González Sainz et Aitor Ruiz Redondo, de l'Université de Cantabrie. Une nouvelle représentation figurative d'un cervidae a pu y être documentée.